# Pleurotus ostreatus
Espèce

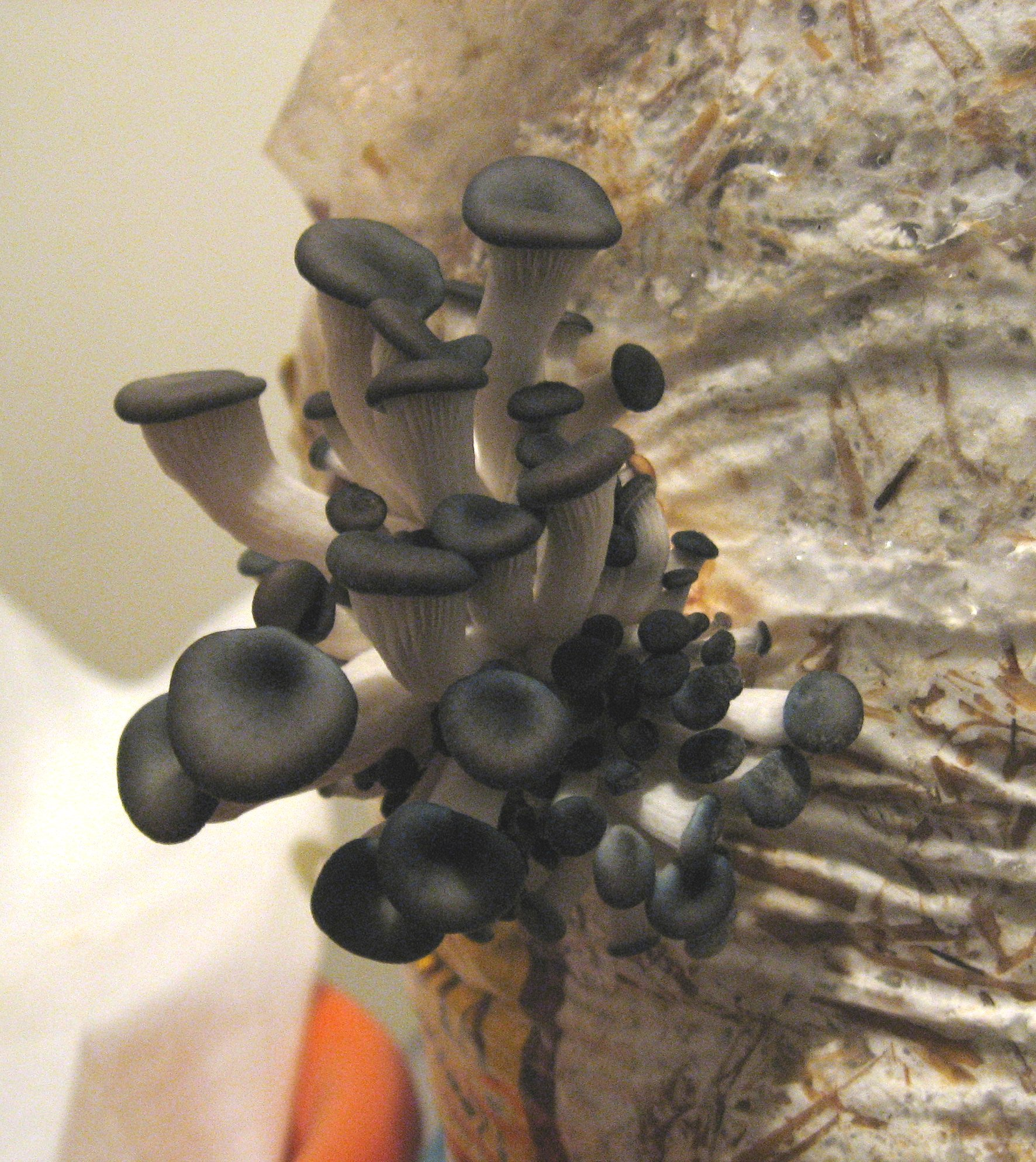
Culture de pleurotus ostreatus, spécimens jeunes, cornucopiés

Pleurotus ostreatus, le Pleurote en (forme d') huître, est une espèce de champignon Basidiomycète du genre Pleurotus de la famille des Pleurotaceae. Cette espèce forestière fait depuis les années 1970[réf. souhaitée] l'objet d'une culture industrielle qui a pris une certaine ampleur dans les années 1990-2000, c'est généralement cette espèce que l'on trouve sur les étals sous le nom de pleurotes.

## Description du sporophore
Chapeau : 7 à 14 centimètres, gris brun ou noirâtre mais souvent beaucoup plus clair, excentré, convexe puis étalé, en forme de coquille d'huitre puis flabelliforme.
Marge : mince, enroulée puis festonnée avec un liseré noirâtre.
Lames : blanches, assez serrées, décurrentes, fourchues, galbées.
Stipe ou pied : 1 à 2 centimètres à quasi inexistant, latéral, blanc et ferme.
Chair : mince sauf au niveau du pied, blanche, vite élastique, presque toujours très saine.
Odeur et saveur : linge mouillé, saveur douce.
Sporée : crème.

## Écologie
Le pleurote en huitre pousse de l'automne à l'hiver selon les régions, en touffes sur les feuillus vivants ou tombés. C'est un parasite de blessure mais il est également saprophyte.

## Comestibilité
C'est un comestible honorable (saveur douce et odeur de linge mouillé), si l'on n'est pas rebuté par la flaccidité de sa chair. Contrairement aux cèpes ou aux girolles, il ne se suffit pas vraiment à lui-même simplement poêlé, il bénéficiera largement d'être cuisiné de manière plus élaborée, en mélange ou en accompagnement.
Les pleurotes sont fréquemment utilisés dans la cuisine chinoise ou japonaise. Ils sont servis le plus souvent frits ou en soupes.

## Culture

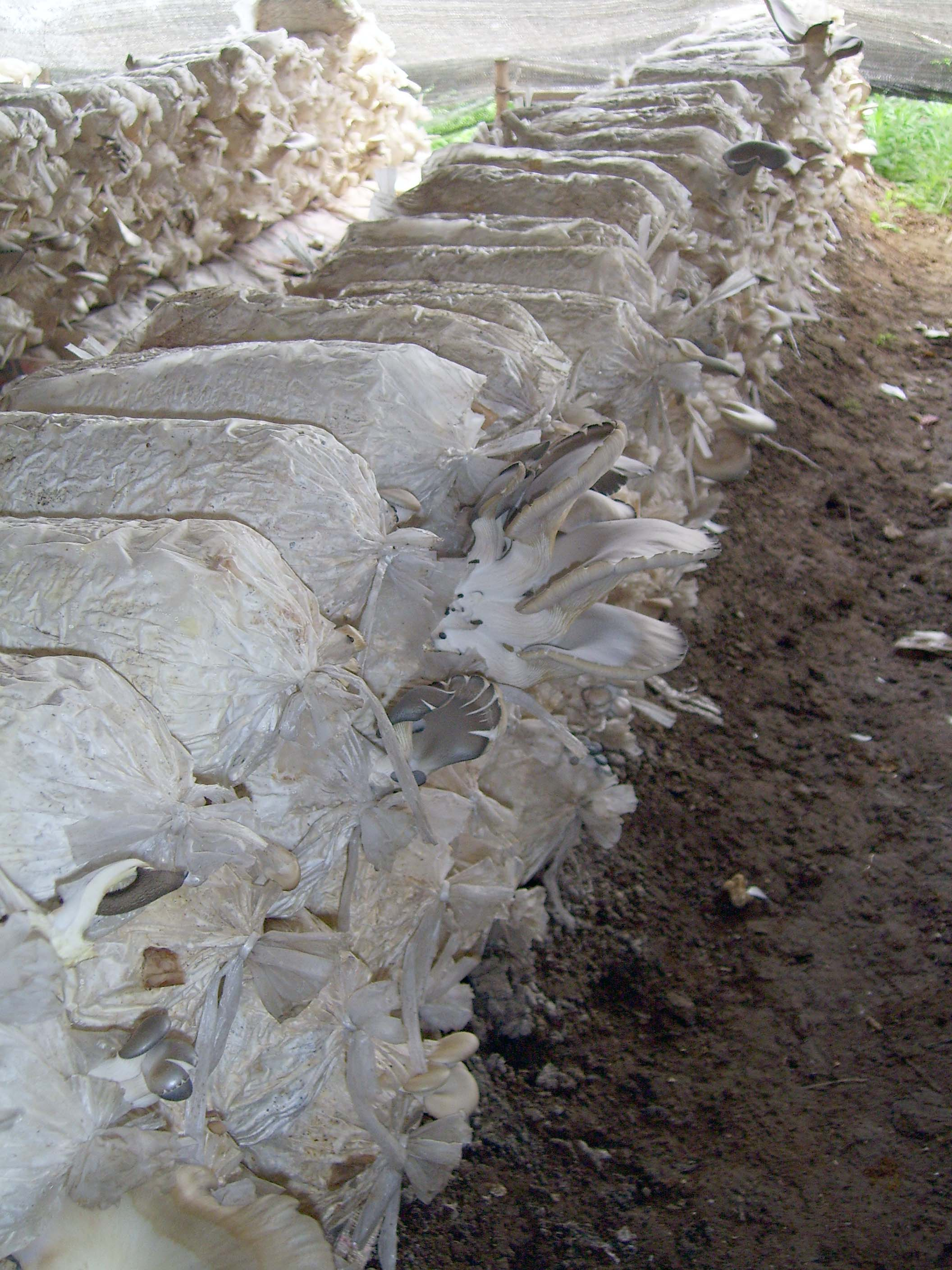
Culture sur substrat de paille

La culture semble avoir démarré en Hongrie et s'est maintenant étendue en Europe, en Amérique et en Asie ; elle représente 25 % de la production mondiale de champignons. Il est plutôt vendu comme champignons des bois et ne fait pas trop de concurrence au champignon de Paris.
D'abord pratiquée sur des billes de bois ensemencées et enterrées, elle se fait maintenant sur un substrat stérile de déchets végétaux maintenu à la température de 18°, au degré d'humidité et d'aération adéquats, dans des sacs en plastique percés ou sur des plateaux dans des caves de forçage. Cette technique permet une production plus abondante dans des délais très courts, et fait de cette pleurote le deuxième champignon le plus cultivé dans le monde après le champignon de Paris.
Il est aujourd'hui possible de cultiver des pleurotes chez soi, dans des grands sacs de sciures ou grâce à des kits prêts à pousser.
Une autre espèce de pleurote fait l'objet d'une culture : il s'agit du Pleurote du panicaut.

## Espèces proches et risques de confusion
L'espèce la plus proche est le Pleurote corne d'abondance (Pleurotus cornucopiae), plus précoce (mai à juillet) et présentant des lames décurrentes jusqu'à la base du pied où elles forment de profonds alvéoles.
On peut également citer Pleurotus pulmonarius, plus clair, blanchâtre et jaunissant, à lames couleur crème non décurrentes.
La confusion éventuelle est sans danger, ces espèces étant également comestibles.

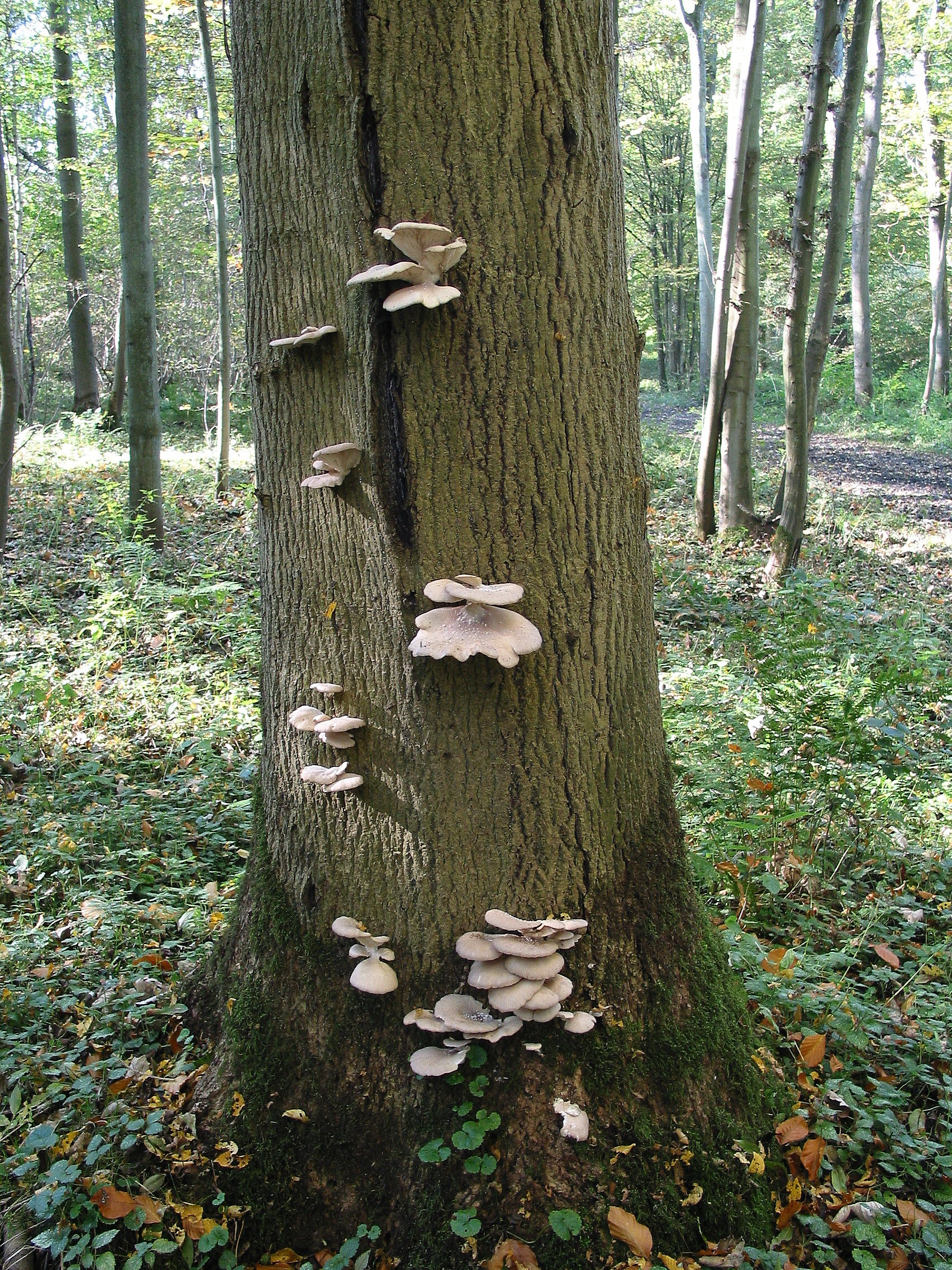
Pleurotus ostreatus

## Propriétés

### Propriétés antimicrobiennes et antifongiques
Ce champignon a des propriétés antimicrobiennes et antifongiques, notamment en raison de sa richesse en terpénoïdes.

### Propriétés antioxydantes et antitumorales
Comme beaucoup de champignons, ce Pleurote est riche en ergothionéine et glutathion, puissants antioxydants. Une lectine dimère a été isolée à partir des sporophores comestibles frais du champignon Pleurotus ostreatus. La lectine a exercé une activité antitumorale puissante chez des souris porteuses du sarcome S-180 et d'hépatome H-22. La survie de ces souris a été prolongée et l'augmentation du poids corporel réduit après le traitement par la lectine.

## Allergène
Les spores de Pleurotus ostreatus présentent des propriétés allergènes et peuvent provoquer des inflammations des alvéoles pulmonaires après inhalation, notamment chez les cultivateurs de pleurotes.